# Reprezentacja Grenlandii w piłce ręcznej mężczyzn
Reprezentacja Grenlandii w piłce ręcznej mężczyzn – drużyna piłkarzy ręcznych Grenlandii. Występuje w rozgrywkach na szczeblu międzynarodowym na równi z narodowymi reprezentacjami innych państw. Jest zrzeszona w Panamerykańskiej Federacji Piłki Ręcznej.

## Turnieje

### Udział wmistrzostwach świata
| Rok  | Wynik | Źródło |
| ---- | ----- | ------ |
| 1999 | –     |        |
| 2001 | 20.   |        |
| 2003 | 24.   |        |
| 2005 | –     |        |
| 2007 | 22.   |        |
| 2009 | –     |        |
| 2011 | –     |        |
| 2013 | –     |        |
| 2015 | –     |        |
| 2017 | –     |        |
| 2019 | –     |        |
| 2021 | –     |        |

### Udział wmistrzostwach Ameryki
| Rok  | Wynik | Źródło |
| ---- | ----- | ------ |
| 2000 | 5.    |        |
| 2002 | 3.    |        |
| 2004 | 5.    |        |
| 2006 | 3.    |        |
| 2008 | 5.    |        |
| 2010 | 6.    |        |
| 2012 | 5.    |        |
| 2014 | 5.    |        |
| 2016 | 5.    |        |
| 2018 | 4.    |        |

### Udział wmistrzostwach Ameryki Północnej
| Rok  | Wynik | Źródło |
| ---- | ----- | ------ |
| 2022 | 2.    |        |